# Bosco di Santa Franca
Il Bosco di Santa Franca è un piccolo bosco planiziale situato fra San Lorenzo e Bacedasco, entrambe frazioni del comune di Castell'Arquato, in provincia di Piacenza.
All'interno del bosco si trova l'oratorio di Santa Franca, una cappelletta dedicata a santa Franca, la protettrice della val d'Arda.

## Geografia fisica
Il bosco di Santa Franca si trova a est del capoluogo comunale su terrazze risalenti al quaternario. L'area è compresa tra 157 e 259 m s.l.m., con la quota massima che si raggiunge in località Costa Maccini. La copertura boschiva si estende lungo le coste partendo dal fondovalle, coprendo tutta l'area che non è attraversata da nessuna strada o altra opera antropica, ad eccezione di alcuni ruderi e dell'oratorio.
La parte di bosco a ovest è solcata da canaloni, formatisi a seguito dell'erosione prodotta dai corsi d'acqua che attraversano l'area. La zona sud-ovest presenta, invece affioramenti di calcarenite, quasi completamente ricoperti dalla flora.

## Storia
La tradizione vuole che santa Franca, una monaca discendente dai conti di Vitalta, si trovasse nel bosco con le sue pecore cercando acqua per abbeverarle. Non trovandola, scavò con le sue mani nella roccia, e da essa cominciò a sgorgare acqua. Don Giovanni Antonio Berni riporta che la presenza della religiosa fu notata da alcuni pastori nelle vicinanze di un rivo, che in seguito ne prese il nome.
Fu per questo motivo che, nel 1223, i Visconti fecero costruire, davanti alla parete in cui la Santa trovò acqua, una cappelletta in suo onore: il tempio presenta pianta rettangolare ed è dotato di un pronao di forma quadrata con una piccola volta a crociera sorretta da pilastri cruciformi con archi a tutto sesto. Nel 1422 il piccolo tempio venne ristrutturato da Franco Battellotti di Bacedasco; e divenne luogo di celebrazione della santa Messa, da parte dal parroco di Bacedasco.
Nel 1636 la Cappella fu danneggiata in seguito al passaggio dei lanzichenecchi. Nel 1672 il tempio è onorato da parte di papa Clemente X. In quegli stessi anni l'edificio venne più volte danneggiato da parte degli abitanti della frazione di San Lorenzo che cercavano di appropriarsene.
Nel periodo a cavallo fra seicento e settecento, l'oratorio divenne meta di pellegrinaggio da parte dei devoti alla Santa provenienti da tutto il piacentino, che pregavano e si dissetavano alla fonte scavata da Santa Franca. Nel 1705 la cappelletta è visitata dal Francesco Farnese. Negli anni immediatamente successivi l'edificio conosce un pesante degrado, fino alla ristrutturazione, avvenuta nel 1712 utilizzando fondi messi a disposizione dalle parrocchie della zona.
Dopo la ristrutturazione iniziò una lunga diatriba fra le parrocchie di San Lorenzo e Bacedasco, che cercavano con ogni mezzo, anche con la forza, di ottenere la proprietà del luogo. Per evitare danneggiamenti l'oratorio venne protetto da un portone. Il 22 maggio 1749 la diatriba, nel frattempo arrivata fino alle auele dei tribunali, trovò la sua fine con una sentenza che assegnava la cappella alla parrocchia di Bacedasco.
Nel novecento le scaramucce tra le parrocchie terminarono e le celebrazioni continuarono fino agli anni '60. In quel periodo, a causa di un tentativo di captazione andato male venne perduta l'originale fonte d'acqua scavata da Santa Franca.
All'inizio del XXI secolo si è provveduto al restauro della cappelletta e alla costruzione di una nuova fontana in sostituzione dell'originale, andata perduta. Nel 2013, la gestione del bosco è passata al comune di Castell'Arquato, con l'avvio di progetti di salvaguardia dell'area.

## Flora
Nel bosco sono presenti varie specie floreali, tra cui vari tipi di orchidee (Platanthera chlorantha, Orchis purpurea, Dactylorhiza maculata), il garofanino dei Certosini, la pervinca minore, il dente di cane, il campanellino, l'anemone dei boschi e l'erba trinità. Nella parte di bosco verso la pianura è presente la carice pendula, un tempo molto diffusa nell'area padana e diventata in seguito molto rara. Per quanto riguarda le piante ad alto fusto, il bosco è coperto in prevalenza da castagneti da frutto di origine artificiale, mentre sono presenti piccole zone occupate da querce.

## Fauna
Dal punto di vista faunistico, sono presenti specie tipiche dei boschi mesofili collinari come lo scoiattolo comune, il picchio verde, la volpe, la faina, la ghiandaia, la tortora comune, il topo selvatico, il tasso e lo sparviero euroasiatico. Gli uccelli presenti nel bosco sono tipici di boschi allo stato maturo.